# Víctor Rodríguez Romero
Víctor Rodríguez Romero   (Barberà del Vallès, 23 de juliol de 1989) és un futbolista professional català ja retirat que jugava com a migcampista. Va ser internacional amb Catalunya.

## Carrera esportiva
Nascut a Barcelona, Rodríguez va jugar quatre anys als equips inferiors del FC Barcelona compartint equips amb Jordi Alba. Ambdós varen arribar a ser descartats per ser massa petits.
Rodríguez va signar llavors pel CF Badalona de la segona divisió B, i va jugar tres temporades completes amb el club a la categoria. El 2012 va fitxar pel Reial Saragossa de La Liga, tot i que inicialment com a membre del Real Zaragoza B, també de la Segona B; de tota manera, poc després fou pujat al primer equip per Manolo Jiménez, i va fer el seu debut en lliga el 25 d'agost, en una victòria per 2–1 contra el RCD Espanyol.
El 21 d'octubre de 2012, en una altra victòria per 2–1, aquest cop contra el Granada CF, Rodríguez va marcar, i també va donar una assistència per un altre gol, d'Hélder Postiga. Com que va jugar el nombre mínim de partits requerit, va obtenir immediatament un contracte professional, fins al juny de 2015.
El juliol de 2014 va obtenir la carta de llibertat del Saragossa, i va fitxar per l'Elx CF, per tres temporades. El 2 d'agost de l'any següent, fou cedit al Getafe CF, també de primera divisió, per un any.
El 10 de juny de 2016, després del descens del Getafe, Rodríguez signà contracte per quatre anys amb l'Sporting de Gijón de primera divisió. Va patir el mateix destí al final dela temporada, i llavors va arribar a un acord per rescindir el contracte, i marxar a la Major League Soccer, per fitxar pels Seattle Sounders FC.
El 10 de novembre de 2019, Rodríguez fou nomenat MVP de la Final de l'MLS Cup 2019, i hi va marcar el segon gol dels Sounders en una victòria per 3–1 a casa contra els Toronto FC. El següent 30 de gener, va retornar al seu antic club, l'Elx.

## Internacional

### Selecció catalana
Rodríguez ha estat seleccionat amb la selecció catalana.
El 28 de desembre de 2016 va disputar com a titular amb la selecció catalana el Trofeu Catalunya Internacional 2016, un partit contra la selecció de Tunísia que va acabar en empat 3 a 3 i finalment en victòria tunisenca a la tanda de penals.

## Palmarès

### Club
Seattle Sounders
- MLS Cup: 2019[18]

### Individual
- MLS Cup MVP: 2019[12]